# Yannick Hölzl
Yannick Hölzl (* 22. April 1997 in Backnang) ist ein deutscher Handballspieler. Seine Körpergröße beträgt 1,93 m. Er bekleidet die Position als Torwart.
Hölzl begann 2007 durch seinen langjährigen Freund David Leitner, der ihn mit ins Training nahm, seine Karriere bei der HSG Marbach-Rielingshausen. Nach einem Jahr bei der HSG wechselte Hölzl zum TV Oppenweiler. 2010 kehrte er wieder zu Marbach zurück. Aus schulischen Gründen ging Yannick Hölzl 2011 den Weg ein zweites Mal zurück zum TV Oppenweiler. Zwei Jahre später wechselte er zum TV Bittenfeld. Hier wurde Hölzl 2013 unter Thomas Randi württembergischer Meister und baden-württembergischer Pokalsieger mit der B-Jugend. In der Saison 2015/16 wurde Hölzl bei dem nun unter dem Namen TVB 1898 Stuttgart antretenden Verein in der 2. Mannschaft in der Württembergliga sowie in zwei Spielen der 1. Mannschaft in der Bundesliga eingesetzt. Hölzl wechselte im Oktober 2016 nach vier Jahren beim TVB zum TV 1893 Neuhausen, wo er für die 1. Mannschaft in der 2. Bundesliga sowie für die 2. Mannschaft in der Landesliga spielberechtigt ist. Hier konnte Hölzl mit der 2. Mannschaft den Aufstieg in die Württembergliga erreichen.
Zur Saison 2017/18 wechselte Yannick Hölzl zum TSV Weinsberg in die vierthöchste Spielklasse, die Oberliga Baden-Württemberg. Hier konnte er im ersten Jahr den fünften Platz erreichen. Hölzl blieb für zwei Spielzeiten beim TSV.
Zur Saison 2019/20 wechselte Hölzl zum TSB Heilbronn-Horkheim in die 3. Liga. Bei den Horkheim Hunters hat Hölzl einen Zweijahresvertrag unterzeichnet. Nach Ablauf der Vertragslaufzeit legte Hölzl eine Handballpause ein.
Hölzl hat das Technische Gymnasium in Backnang besucht. Er absolvierte ein Maschinenbaustudium an der Hochschule Esslingen. Seit 2018 studiert Hölzl Lehramt an der PH Ludwigsburg.